# Rotari, Vaslui
Rotari este un sat în comuna Puiești din județul Vaslui, Moldova, România.

 Acest articol despre o localitate din județul Vaslui este deocamdată un ciot. Puteți ajuta Wikipedia prin completarea lui.